# S/2004 S 39
S/2004 S 39 es un satélite natural de Saturno. Su descubrimiento fue anunciado por Scott S. Sheppard, David C. Jewitt y Jan Kleyna el 8 de octubre de 2019 a partir de observaciones tomadas entre el 12 de diciembre de 2004 y el 21 de marzo de 2007.
S/2004 S 39 tiene unos 3 kilómetros de diámetro y orbita a Saturno a una distancia promedio de 23,575 Gm en 1351,83 días, con una inclinación de 167° a la eclíptica, en dirección retrógrada y con una excentricidad de 0,08.